# Dessauer Zuckerraffinerie
Die Dessauer Zuckerraffinerie GmbH war ein Unternehmen in Dessau, das zunächst Zucker aus Melasse herstellte und sich zum Beginn der 1920er Jahre in ein allgemeines Chemieunternehmen entwickelte. Es war die Hauptherstellerin von Zyklon B, einem Produkt zur Entwesung, das auch zum Massenmord in nationalsozialistischen Vernichtungslagern eingesetzt wurde. Nachdem das Unternehmen nach dem Zweiten Weltkrieg in der DDR weitergeführt worden war, wurde es 2003 endgültig aufgelöst.

## Geschichte

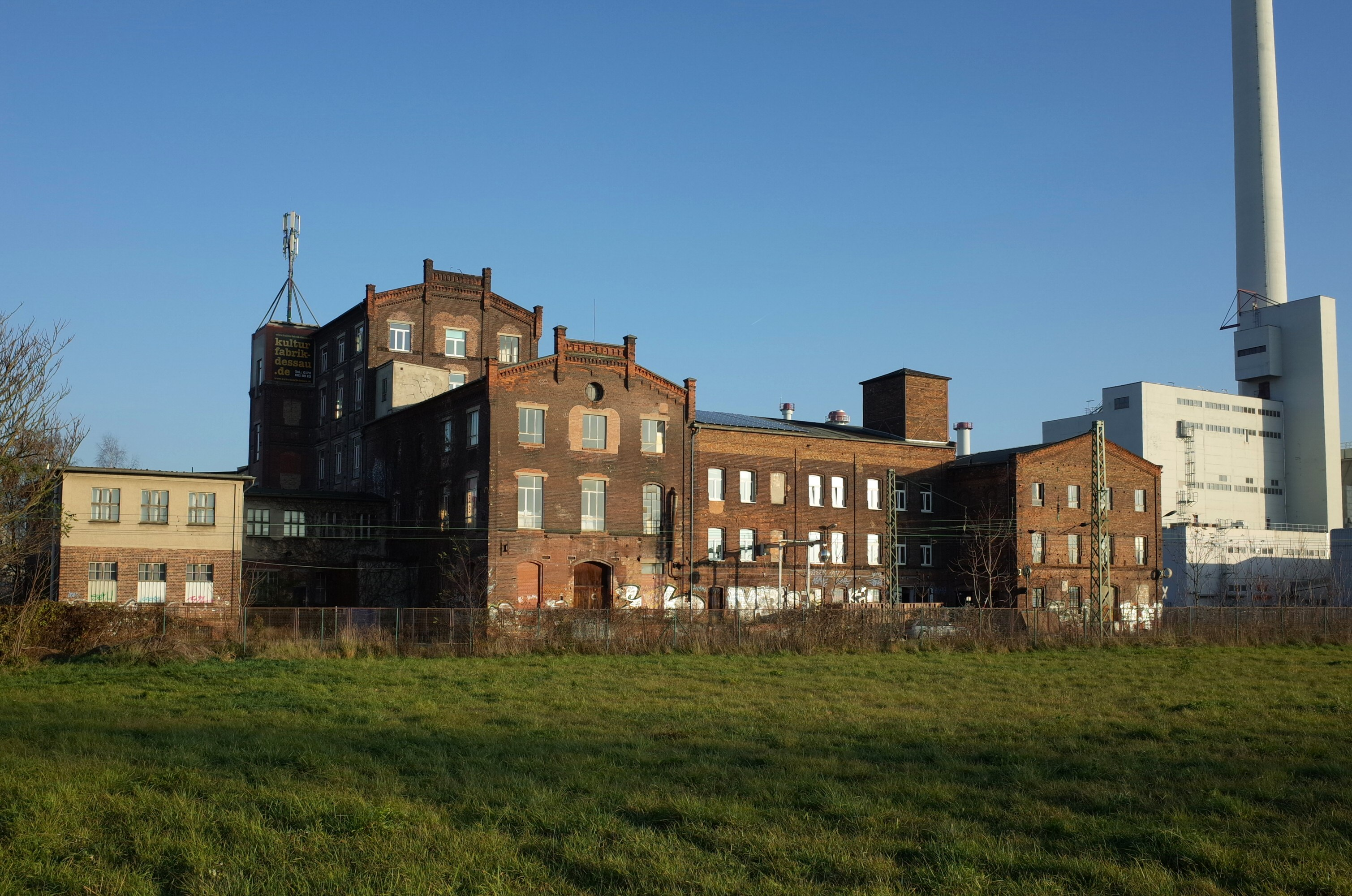
Das Fabrikgebäude Askanische Straße 156 wurde 1871/72 gebaut und steht heute als Kulturfabrik unter Denkmalschutz

Maximilian und Emil Fleischer gründeten 1871 die Dessauer Zucker-Raffinerie auf Aktien, um nach dem Strontianverfahren aus Melasse Zucker zu gewinnen. 1895 wurde die Aktiengesellschaft in die Dessauer Zuckerraffinerie GmbH umgewandelt und die Zweigniederlassung Strontian- und Potasche-Fabrik Rosslau a.E. gegründet. Ab 1896 stellte man aus Stickstoffverbindungen der Schlempe, einem Abfallprodukt der Melasse-Entzuckerung, auch Ferrocyanatrium her.
Nach dem Ersten Weltkrieg sollte die Dessauer Zuckerraffinerie die im Gaswerk Dessau der Contigas bei der Herstellung von Leuchtgas anfallende Blausäure weiterverarbeiten. Dazu gründete man am 11. September 1921 die Dessauer Werke für Zucker- und Chemische Industrie AG, deren Tochtergesellschaften die Dessauer Zuckerraffinerie GmbH wurde. Grund dafür war die weitere Finanzierung der Firmen mit ca. 1600 Beschäftigten. 1922 führte die Degesch Verhandlungen mit der Dessauer Zuckerraffinerie GmbH über die Produktion des Zyklon B. Nach dem Bau einer ersten Anlage begannen am 18. April 1924 die Versuche. Am 12. November 1924 erfolgte die Genehmigung zur Herstellung durch die Behörden. In den Akten der Gewerbepolizei findet sich die Verfahrensbeschreibung:

„Das neue Verfahren unterscheidet sich von der bisher in der alten Anlage vorgenommenen Bindung des Cyanwasserstoffes an Natrium oder Kalisalze allerdings lediglich dadurch, dass die flüssige Blausäure unter Verschluss in mit Kieselgur gefüllte dichte Blechbüchsen gebracht wird und von der Kieselgur aufgesaugt wird. Während nun aber bei der fertigen Cyansalzen der alten Anlage ein Verdunsten der Blausäure infolge chemischer Bindung ausgeschlossen ist, ist dies bei dem neuen Schädlingsbekämpfungsmittel nicht der Fall, sondern die Wirksamkeit dieses Mittels beruht gerade auf der schnellen Entweichung der von der Kieselgur aufgesaugten Blausäure, die, soweit es sich um geschlossene Räume handelt, bei Einatmung zu den schwersten Folgen führen kann.“

In einem Vertrag zwischen Degussa, Degesch und der Dessauer Zuckerraffinerie vom 26. November 1927 wird eine Herstellungsmenge von 100.000 kg monatlich angestrebt, was eine Vergrößerung der Produktion bedeutete. 1928 wurde deshalb bei der Gewerbeaufsicht Dessau ein Antrag auf Hallenerweiterung gestellt.
Von 1929 an erfolgten weitere Beteiligung: Zucker-Raffinerie Hildesheim GmbH (50 %), Louisen-Grube Kohlenwerk und Ziegelei AG Bitterfeld (32 %), Gebrüder Dippe AG Quedlinburg (25 %), Zuckerfabrik Glauzig (27 %) und der Löwenwerke AG Heilbronn (55 %).
Der einzige Abnehmer von Zyklon B war die Degesch, die auch Patentinhaberin war. Sie stellte auch Anlagen und Maschinen zur Verfügung. Zyklon B wurde mit und ohne Zusatz von Warnstoffen in Dessau hergestellt. Das Produkt wurde zur Durchgasung von Mühlen, Schiffen, Kühlhäusern und zur Entlausung in Massenunterkünften hergestellt. Allein für die Kriegsindustrie schätzte man 1943 den Bedarf auf 80 Tonnen. Exporte gingen 1943 in die Türkei, die Schweiz und nach Schweden. Zyklon B wurde ab 1942 – hauptsächlich im KZ Auschwitz-Birkenau – zum Massenmord benutzt.
Generaldirektor der Dessauer Werke für Zucker- und Chemische Industrie AG war zu dieser Zeit Wilhelm Cramer.

## Weiterführung nach dem Zweiten Weltkrieg
1948 wurde die bei Luftangriffen am 7. März 1945 völlig zerstörte Firma enteignet und produzierte dann unter dem Namen VVB Zuckerraffinerie Dessau. 1951 wurde die Blausäureanlage wieder aufgebaut; der Betrieb stellte ab 1952 als VEB Gärungschemie Dessau, im Volksmund Fine genannt, bis 1969 das Präparat als „Cyanol“ Schädlingsbekämpfungsmittel her. Danach wurde die Produktion nach Schwedt abgegeben.
Um auf ihre Beteiligungen im Westen Deutschlands zugreifen zu können, wurde der Firmensitz der AG 1949 nach Braunschweig und dann 1958 nach Hannover verlegt. Dort beteiligte man sich u. a. an den Banken Nicolai & Co. Hannover und Creditfinanz Hamburg G. Fischer & Co. Hamburg. 1966 wurde die AG in eine GmbH umgewandelt.
1950 wurde die Zuckerproduktion zugunsten der Ethanol-Produktion endgültig eingestellt

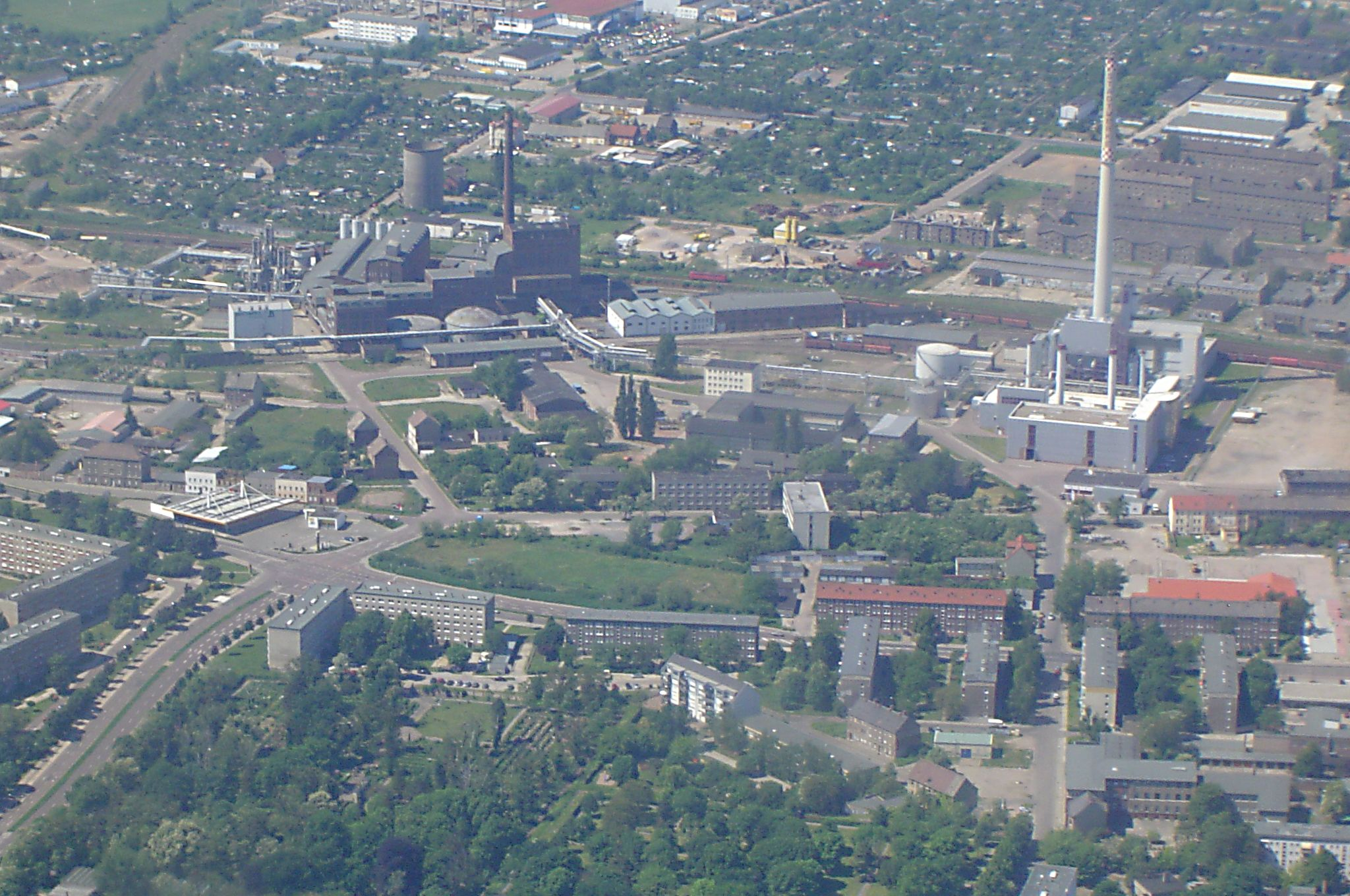
Blick auf das Gelände der ehemaligen Gärungschemie Dessau

In einer Abteilung wurde ab 1952 auch Barium gewonnen und Bariumverbindungen verarbeitet.
Ab 1954 wurde die bei der Zuckerherstellung anfallende Kohlensäure eigenständig vermarktet.
Mit der Gründung des VEB Kombinat Agrochemie Piesteritz 1979 wurde der VEB Gärungschemie Dessau diesem Kombinat zugeordnet.
1992 wurde das Unternehmen von einem Konsortium aus der Region übernommen und privatisiert.
Während sich die Gärungschemie Dessau GmbH von 1992 bis 2010 hauptsächlich mit der Vermietung des Werksgeländes an kleinere Firmen befasste, wurde unter dem Namen BIOMEL GmbH Dessau Melassebrennerei das Geschäft mit Ethanol sowie Casein weiter geführt.
2011 wurden die Geschäftsfelder wieder zur Dessauer Gärungschemie zusammengelegt. Die heutige Gärungschemie Dessau GmbH stellt Tablettensprengmittel und Ethanol her. Darüber hinaus vermietet sie Gebäude, Anlagen und Freiflächen des rund 30 ha großen Firmengeländes.